# Pillow
Pillow es un borough ubicado en el condado de Dauphin, Pensilvania, Estados Unidos. Según el censo de 2020, tiene una población de 292 habitantes.

## Geografía
La localidad está ubicada en las coordenadas 40°38′26″N 76°48′10″O / 40.64056, -76.80278 (40.640543, -76.802909).

## Demografía
Según la Oficina del Censo, en 2000 los ingresos medios de los hogares de la localidad eran de $39,464 y los ingresos medios de las familias eran de $41,000. Los hombres tenían ingresos medios por $32,500 frente a $23,250 para las mujeres. Los ingresos per cápita eran de $17,182. Alrededor del 10.2% de la población estaba por debajo del umbral de pobreza.
De acuerdo con la estimación 2016-2020 de la Oficina del Censo, los ingresos medios de los hogares de la localidad son de $52,188 y los ingresos medios de las familias son de $65,000. Alrededor del 4.1% de la población está por debajo del umbral de pobreza.